# Kaliayu
Kaliayu is een bestuurslaag in het regentschap Kendal van de provincie Midden-Java, Indonesië. Kaliayu telt 1790 inwoners (volkstelling 2010).